# 422 (tal)
422 är det naturliga heltal som följer 421 och följs av 423.

## Matematiska egenskaper
- 422 är ett jämnt tal.

## Inom vetenskapen
- 422 Berolina, en asteroid.